# Discografia de Gerard Way
A seguir apresenta-se a discografia de Gerard Way, um cantor e compositor norte-americano, que é composta por um álbum de estúdio, três singles como artista principal, bem como um single como artista convidado.

## Álbuns

### Álbuns de estúdio
| Detalhes do álbum | Melhores posições nas tabelas | Melhores posições nas tabelas | Melhores posições nas tabelas | Melhores posições nas tabelas | Melhores posições nas tabelas | Melhores posições nas tabelas | Melhores posições nas tabelas |
| Detalhes do álbum | EUA                           | EUA Rock                      | AUS                           | IRL                           | NZL                           | UK                            | UK Rock                       |
| --- | ----------------------------- | ----------------------------- | ----------------------------- | ----------------------------- | ----------------------------- | ----------------------------- | ----------------------------- |
| Hesitant Alien - Lançamento: 29 de Setembro de 2014 - Gravadora: Warner Bros. Records - Formato(s): CD, vinil, download digital | 16                            | 4                             | 29                            | 17                            | 37                            | 14                            | 1                             |

## Singles

### Como artista principal
| Ano  | Canção       | Melhores posições nas tabelas | Álbum          |
| Ano  | Canção       | EUA Rock Digital              | Álbum          |
| ---- | ------------ | ----------------------------- | -------------- |
| 2014 | "Action Cat" | —                             | Hesitant Alien |
| 2014 | "No Shows"   | 42                            | Hesitant Alien |
| 2014 | "Millions"   | —                             | Hesitant Alien |

### Como artista convidado
| Ano  | Canção                                                            | Melhores posições nas tabelas | Álbum                 |
| Ano  | Canção                                                            | UK                            | Álbum                 |
| ---- | ----------------------------------------------------------------- | ----------------------------- | --------------------- |
| 2012 | "Professional Griefers" (deadmau5 com participação de Gerard Way) | 81                            | Album Title Goes Here |